# Hydravion
Pour les articles homonymes, voir avion (homonymie).
Ne doit pas être confondu avec hydroglisseur ou aéroglisseur.

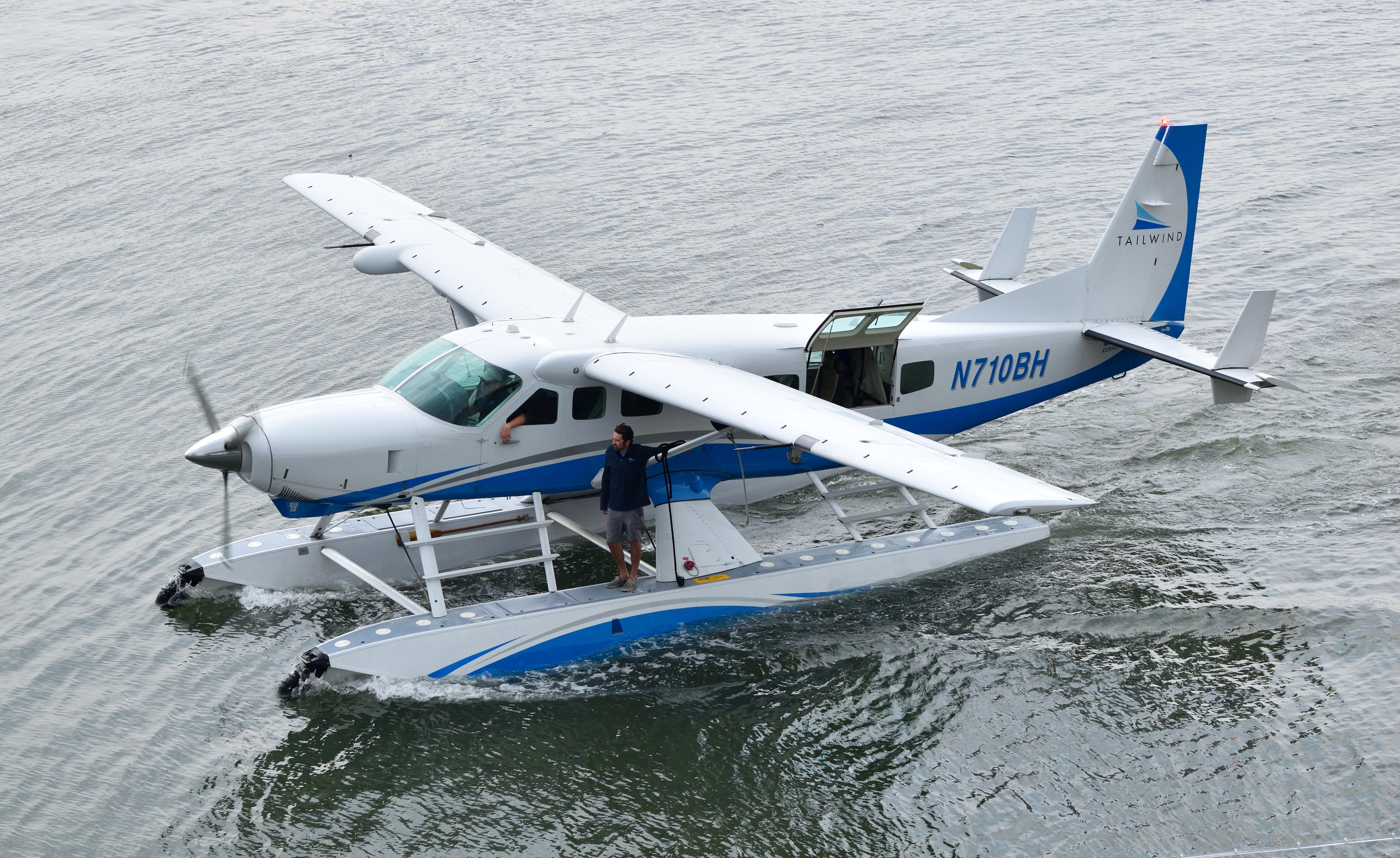
Hydravion à l'hydroaérodrome de New York en 2023.

Un hydravion (composé de hydro-, eau) est un avion ayant la capacité de se poser (amerrir) ou de décoller (déjauger) sur l'eau, décliné en divers types hydravion à flotteurs, hydravion à coque, navion, aéronef amphibie, avion à effet de sol.

## Étymologie
Ce mot est composé de hydro-, du grec ancien ὕδριος / húdrios, « d’eau, aqueux », dérivé de ὕδωρ / húdôr, « eau », et du mot « avion ».

## Histoire

### Les débuts

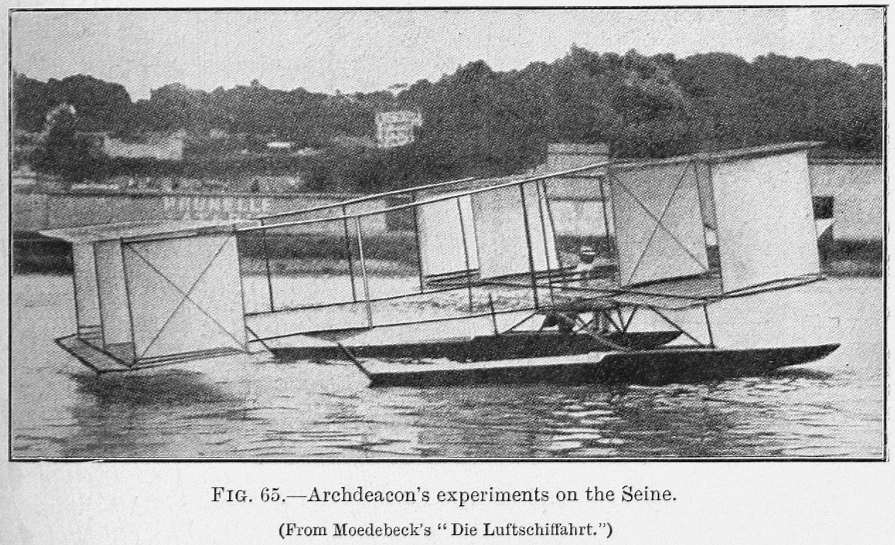
Premier hydro-planeur Archdeacon-Voisin de 1905, de Gabriel Voisin.

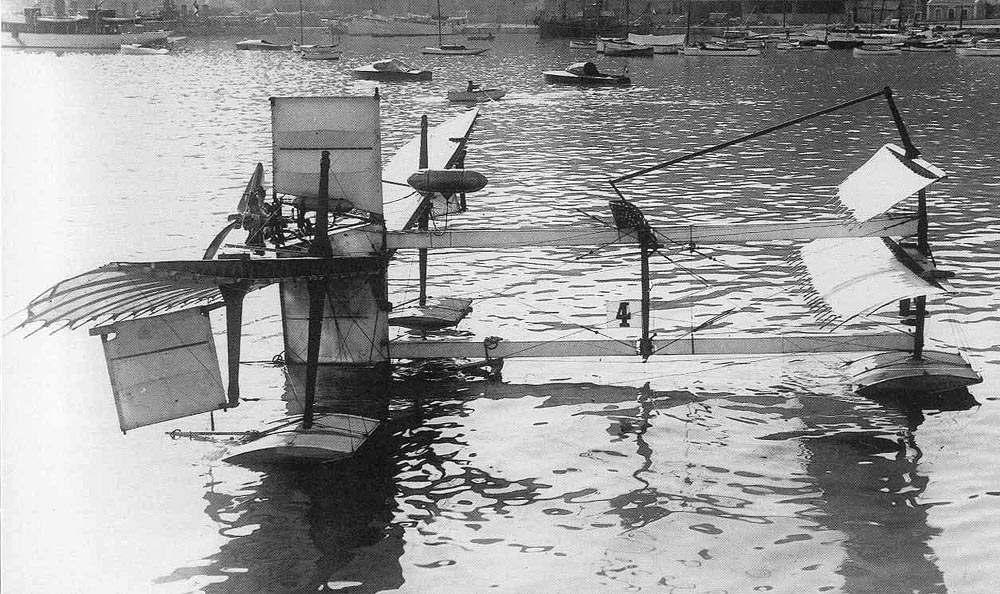
Hydravion Canard de 1910, d'Henri Fabre.

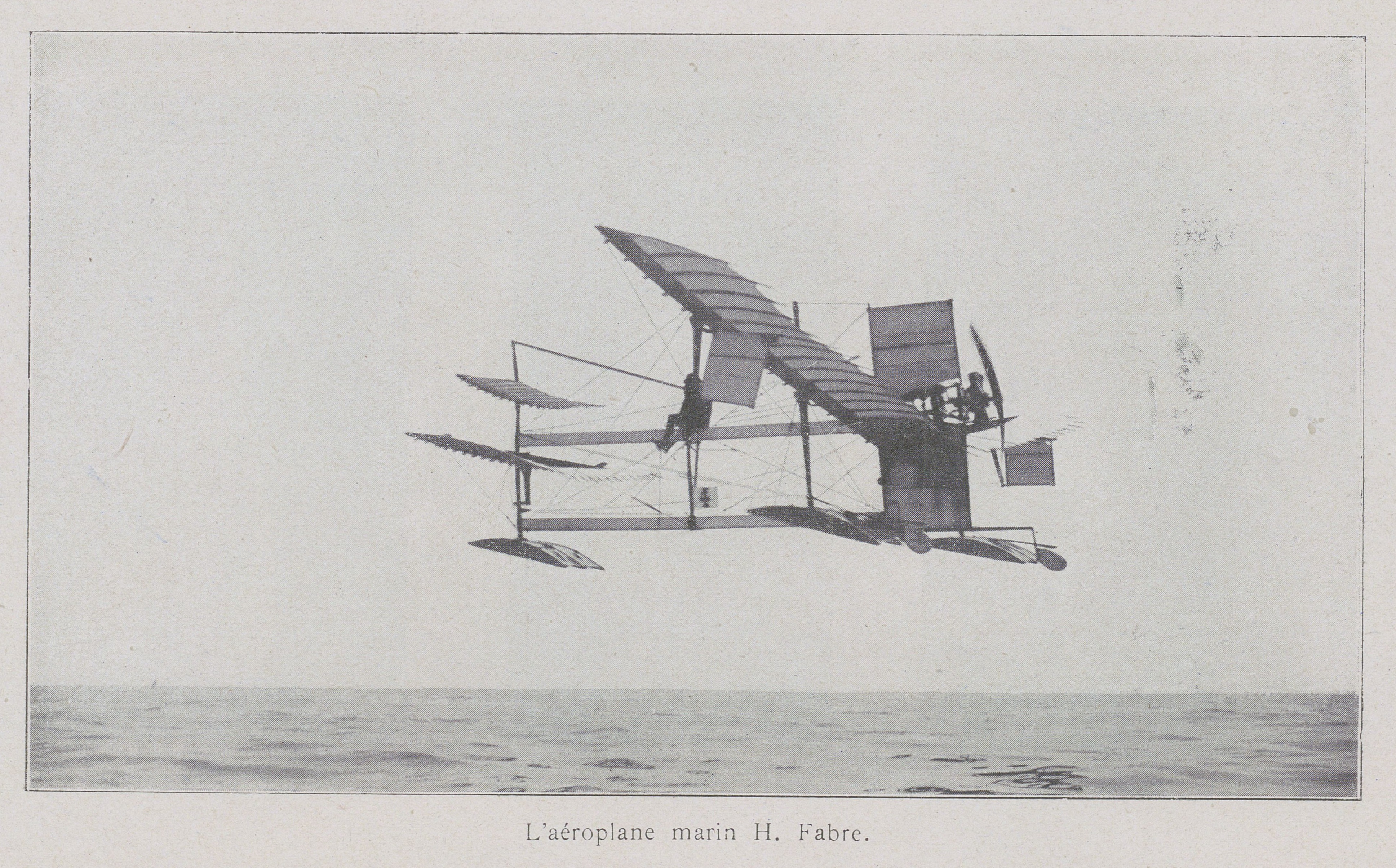
L'hydravion de Fabre en vol.

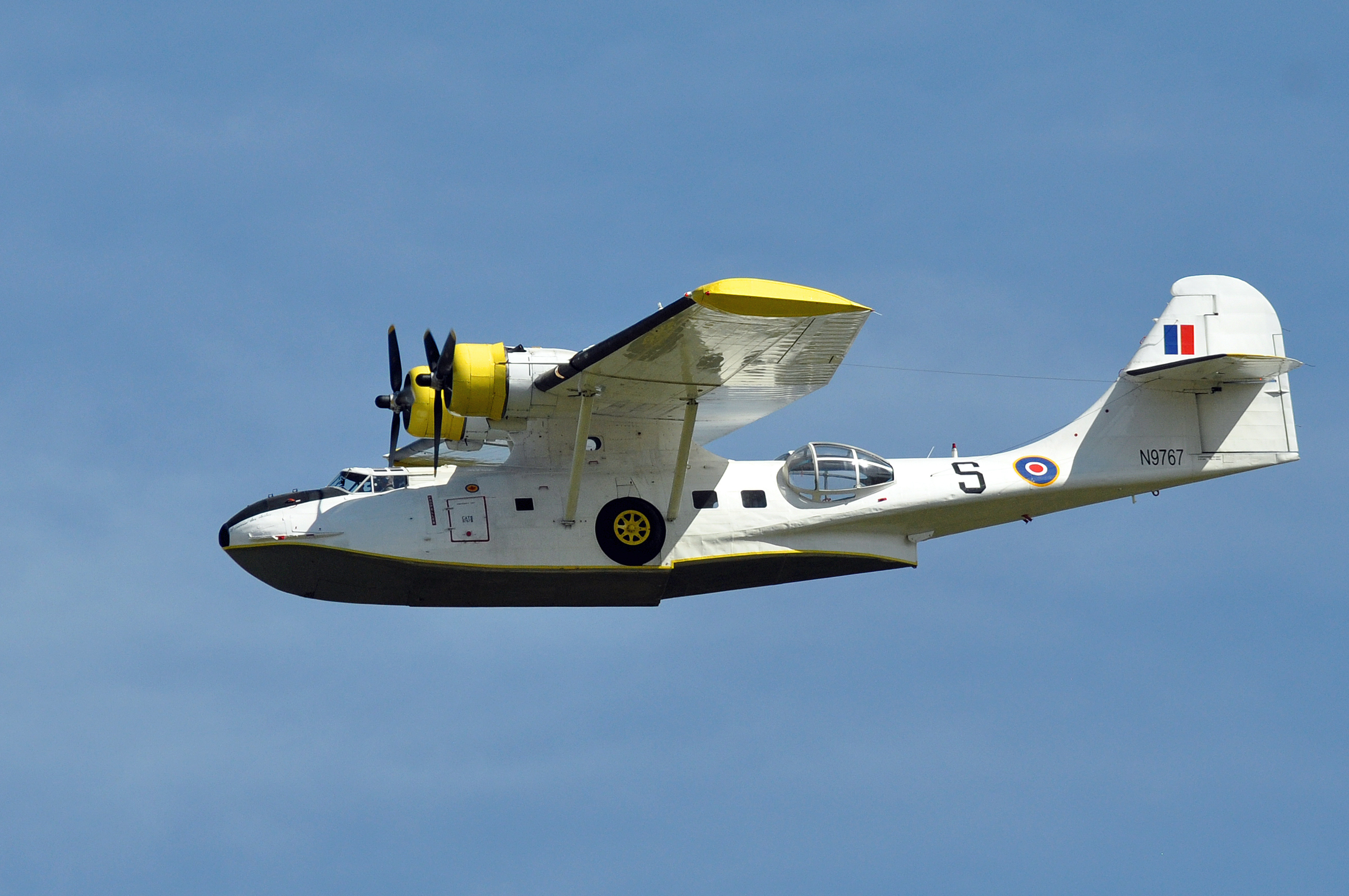
Le type Catalina de 1935 compte parmi les hydravions les plus connus.

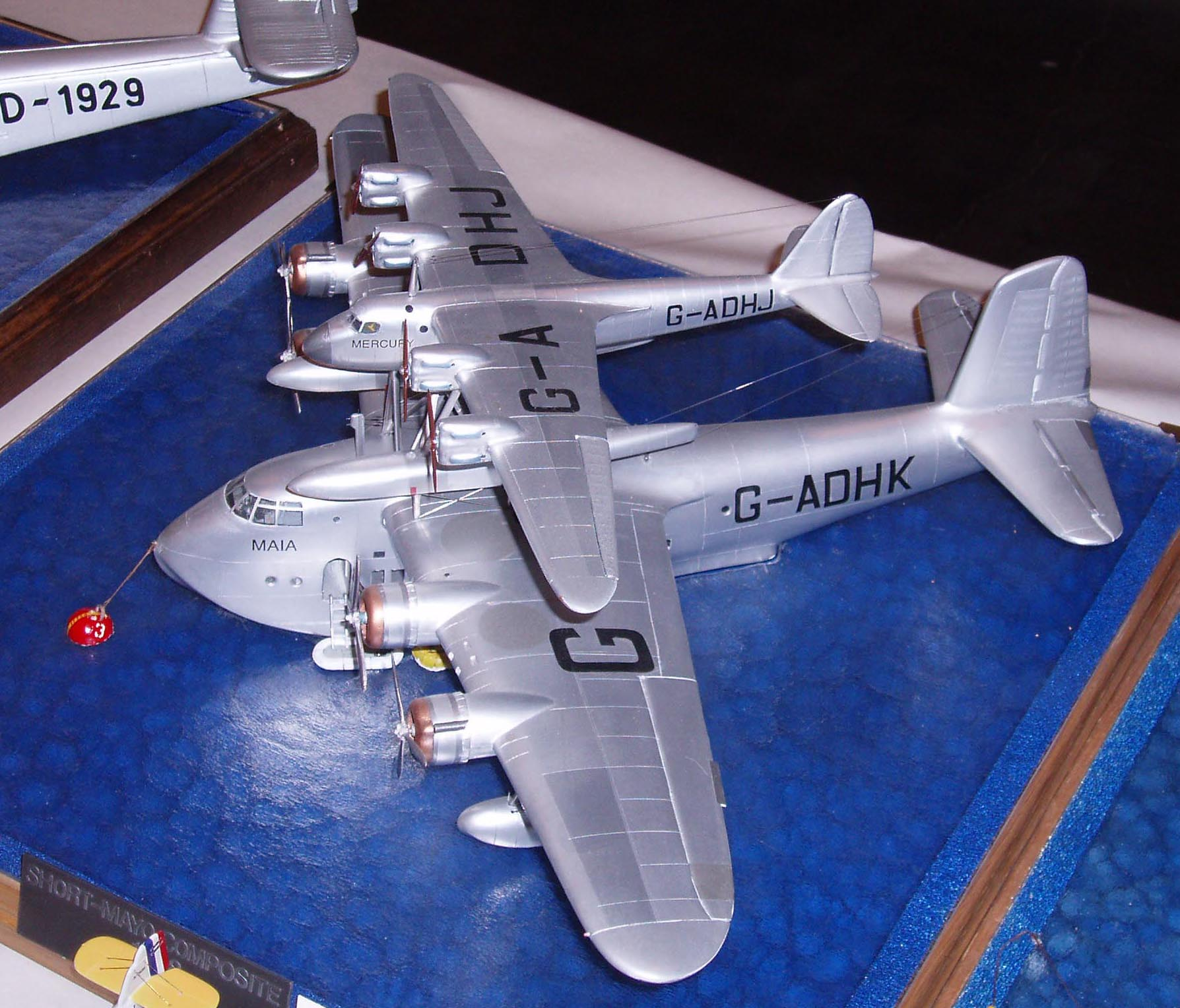
Short Mayo Composite de 1937.

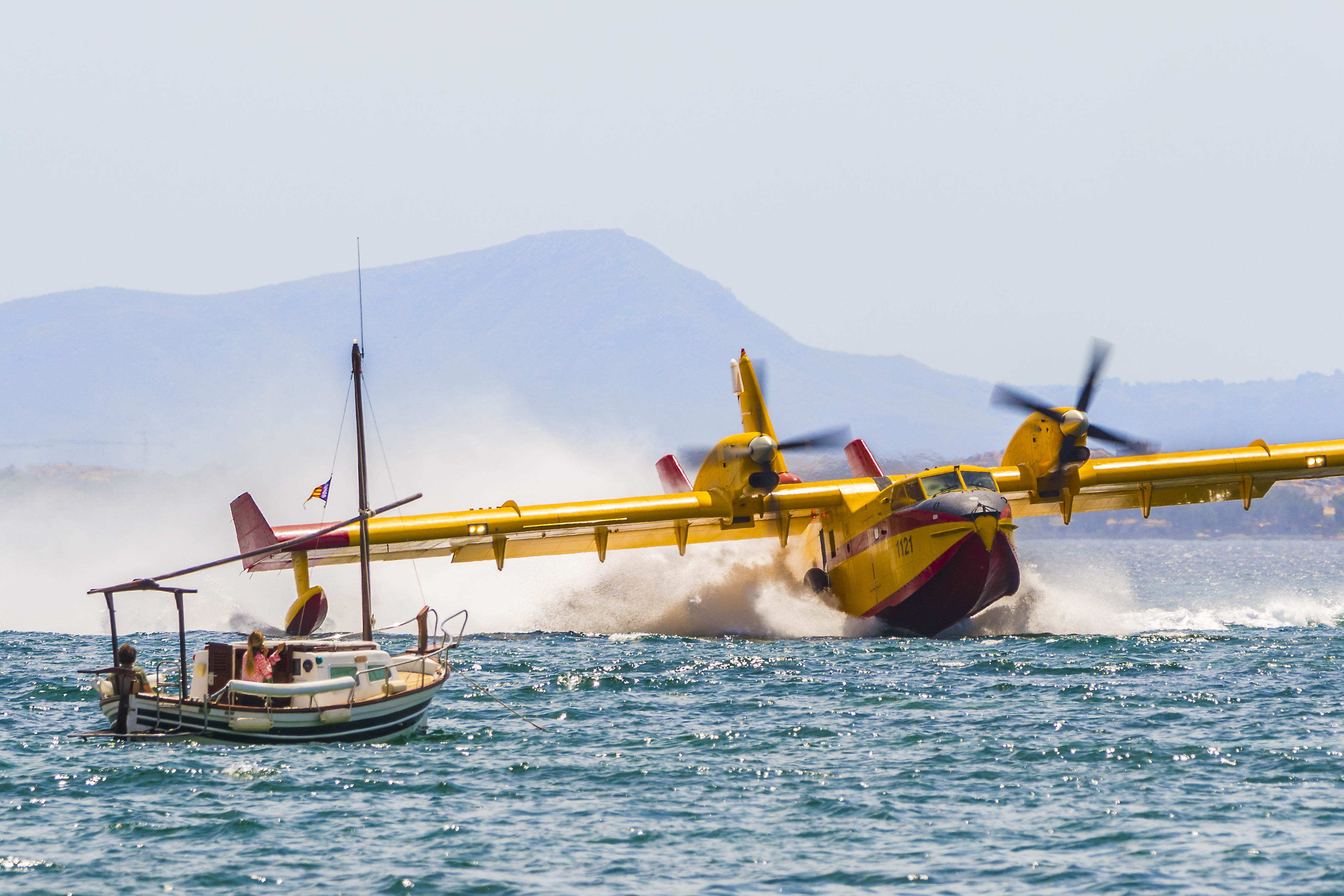
Canadair CL-215 bombardier d'eau de 1967, de lutte contre les incendies de forêt, remplacé par le Canadair CL-415 à turbopropulseurs dont la production a elle-même cessé en 2015.

Le précurseur français Alphonse Pénaud a l'idée d'utiliser un plan d'eau calme comme base d'envol. Il dépose en 1876 le premier brevet d'un modèle d'hydravion à train d'atterrissage rétractable, avant de disparaître prématurément à 30 ans de façon tragique.
Le premier vol expérimental d'un hydravion est réalisé par Gabriel Voisin (aidé d'Ernest Archdeacon, fondateur de l'Aéro-Club de France) qui parvient à voler à 20 m d'altitude et sur environ 600 m, sur la Seine à Boulogne-Billancourt, le 6 juin 1905, avec une première version hydro-planeur de son Biplan Voisin de 1907, tiré par bateau runabout Antoinette (inspiré du Wright Flyer, premier vol historique de 37 m des frères Wright de 1903 aux États-Unis, et futur Canard Voisin de 1911).
Le premier vol autonome d'un hydravion (constaté par huissier) est réalisé par Henri Fabre, qui décolle sur 800 m le 28 mars 1910 de l'étang de Berre, à Châteauneuf-les-Martigues, en France, avec son hydravion Canard à moteur rotatif Gnome Omega de 50 ch.
Le Donnet-Lévêque Type A (premier hydravion à coque Donnet-Lévêque de l'inventeur François Denhaut) effectue son premier vol le 15 mars 1912 (précurseur du FBA Type A de 1915).
En 1912, la marine italienne construit l'hydravion monoplan Pateras-Pescara, sous la responsabilité du lieutenant Guidoni. C'est le premier hydrotorpilleur, dont la maquette au 1/20e avait été essayée en soufflerie dans les laboratoires Eiffel. L'appareil est grand (19 mètres d'envergure) et sous-motorisé, les essais de vol commencent en 1914 et ne seront pas concluants, le projet est abandonné la même année.
Le 8 février 1913, Charles de Lambert effectue un vol d'essai au-dessus de la Seine de Triel à Boulogne-Billancourt. Le vol de retour, le 17 février, se termine au milieu des péniches contre la pile d'un pont après un amerrissage forcé. Les essais seront poursuivis aux Mureaux, actuel siège de l'Aérospatiale, par Armand Deperdussin et François Denhaut.
Curtiss fut le premier constructeur à croire en l'hydravion. Il réussit à faire voler l'« Aérodrome » de Langley, muni de flotteurs, en 1914.
Durant la Première Guerre mondiale, l'hydravion a été le premier type d'appareils volant utilisé à bord de navires (transport d'hydravions).

### L'âge d'or de l'entre-deux-guerres
En 1919, Charles Pélabon fonde aux Mureaux un immense complexe industriel relié par chemin de fer. Les essais d'hydravion se font sur la Seine à partir d'un ponton spécialement aménagé.
Dès 1921 on envisagea l'hydravion comme gros transport de passagers à longue distance et l'ingénieur italien Gianni Caproni réalisa en 1923 le monstrueux Caproni Ca.60 Transaereo (parfois appelé le Capronissimo), prévu pour cent passagers avec trois groupes d'ailes triplans ; il s'écrasa lors de son second essai sur le lac Majeur.

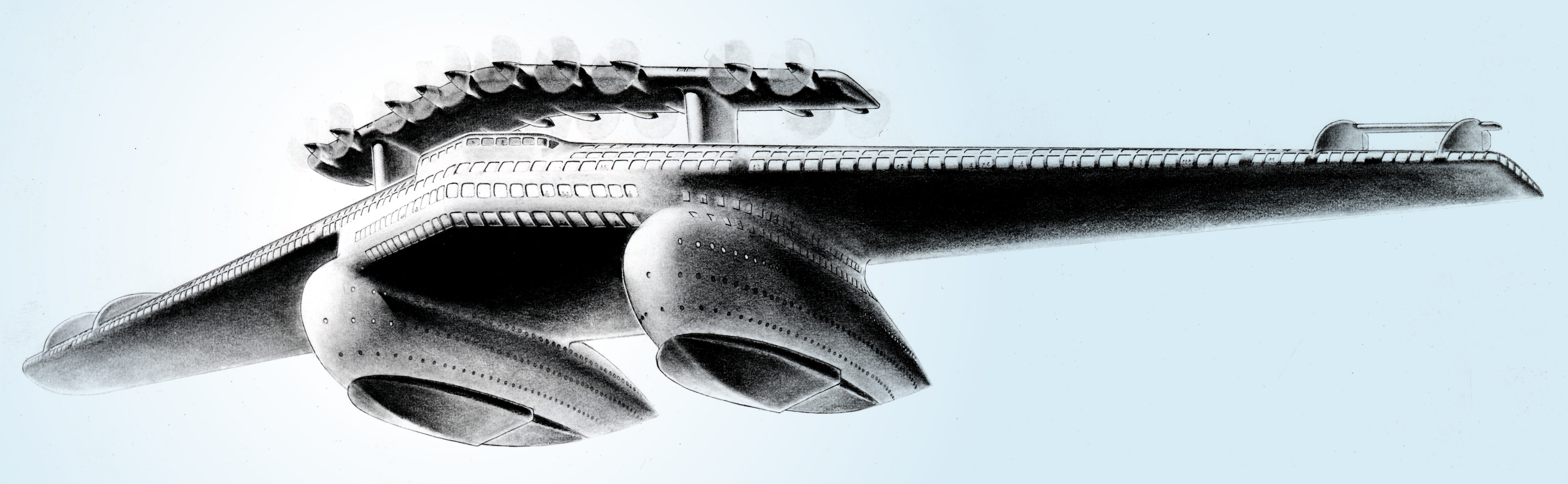
Airliner Number 4, projet visionnaire de plus gros avion de ligne aile volante hydravion à flotteurs transatlantique géant du monde, des années 1930, avec deux paquebots à titre de flotteurs, propulsé par 20 moteurs à hélice de 38000 ch.

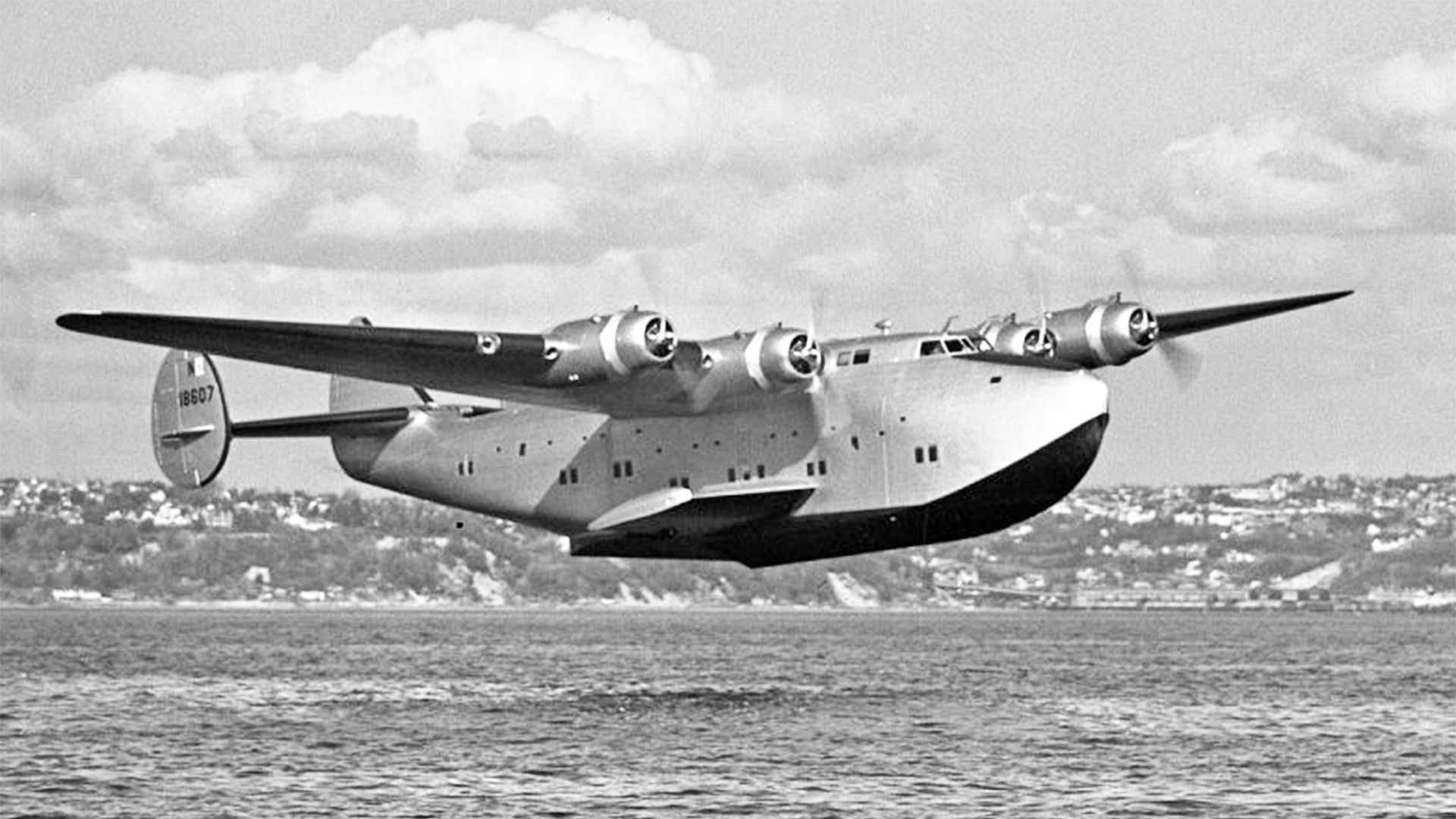
Boeing 314, de 1939

Dans l'entre-deux-guerres des Première et Seconde Guerres mondiales, les hydravions connurent un grand succès. En effet, les terrains d'aviation terrestres étaient encore pour la plupart en terre battue gazonnée et le coût de longues pistes en béton armé pour avions lourds à long rayon d'action faisait reculer les investisseurs, l'avenir de l'aviation commerciale transcontinentale paraissant aléatoire. Par contraste, la possibilité de se poser en mer en cas de panne de moteur paraissait un facteur de nature à rassurer les éventuels passagers, même si en pratique un amerrissage en haute mer était rendu plus qu'aléatoire par la houle du large.
Les hydravions semblaient une voie d'avenir : nul besoin de pistes coûteuses, longues distances de décollage possibles, utilisation des infrastructures portuaires existantes. En dehors des ports maritimes, les lacs naturels proches des villes pouvaient être utilisés.
À Paris un projet visa même à transformer en hydrobase transcontinentale l'étang de Saint-Quentin-en-Yvelines et, près de Bordeaux, l'étang de Biscarosse fut utilisé comme tête de ligne par la société Latécoère qui y installa sa tête de ligne vers l'Amérique du Sud (actuel musée historique de l'hydraviation).
La firme Lufthansa se lança aussi dans la concurrence avec l'Aéropostale sur la ligne Dakar-Rio de Janeiro, utilisant des hydravions géants comme le Dornier DO-X, véritable paquebot volant, et en stationnant au milieu de l'Atlantique sud un navire relais, le Westfalen, muni d'une grue de récupération, d'ateliers et d'une catapulte.
À cette époque, dans les courses de vitesse en circuit fermé autour de pylônes, comme le trophée Schneider, les hydravions étaient plus performants que les avions terrestres, malgré la traînée aérodynamique supplémentaire des flotteurs, en raison de l'absence de limitation à la longueur de la piste d'envol. Des machines de course pure comme les Macchi M.C.72 italien ou le Supermarine S.6 britannique (ancêtre conceptuel du Supermarine Spitfire) sont emblématiques de cette époque.

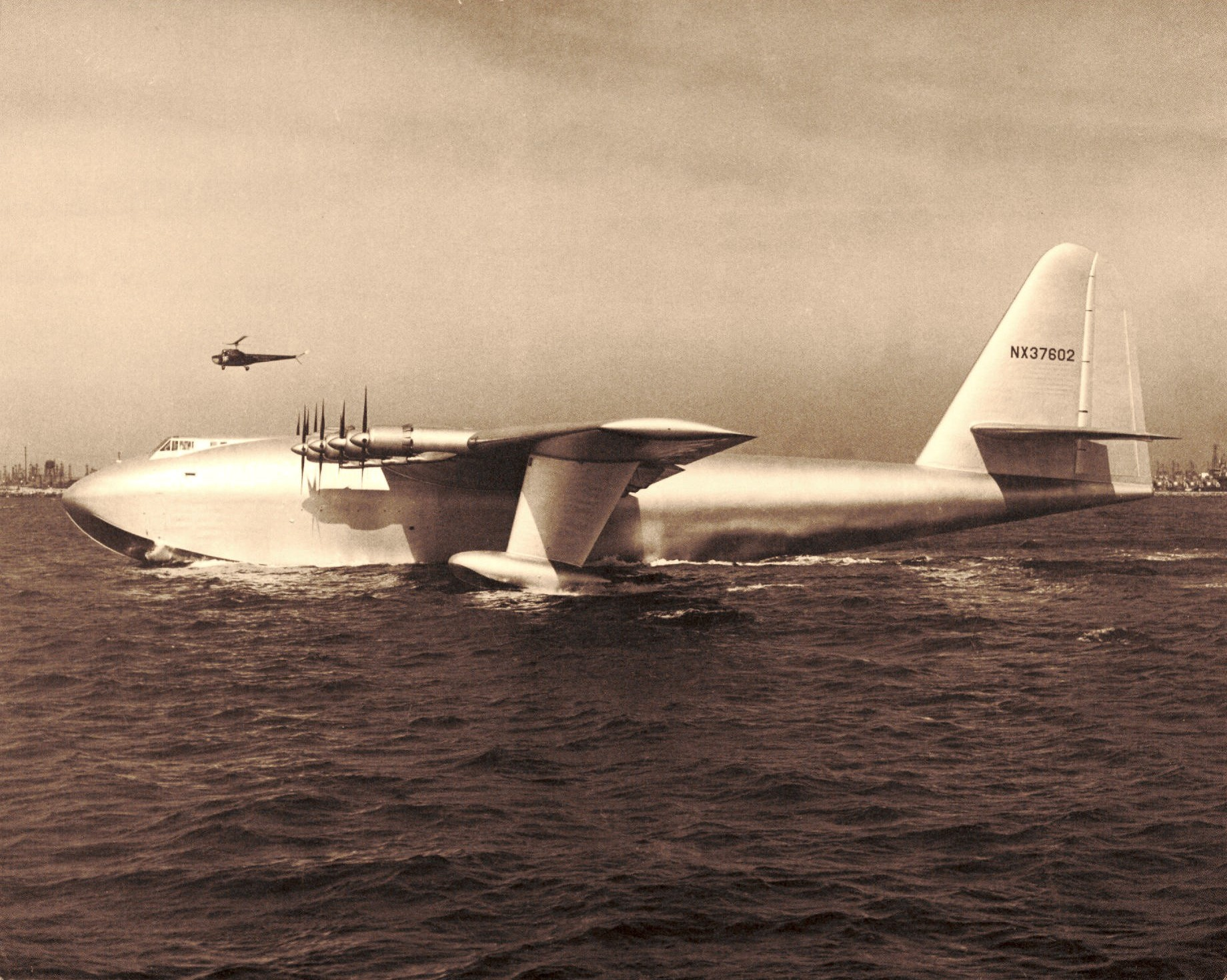
Hughes H-4 Hercules (Spruce Goose) de 1947, du milliardaire américain Howard Hughes.

Des appareils de plus en plus gros servaient aux transports internationaux, tels le Boeing 314 « Clipper » américain ou encore le Short S.25 Sunderland britannique (Imperial Airways). La course au gigantisme ne s'acheva qu'en 1947 avec l'unique vol du plus grand hydravion jamais construit, le Hughes H-4 Hercules, surnommé « Spruce Goose », construit par le milliardaire américain excentrique Howard Hughes.
De 1935 à 1939, ancien et nouveau monde s'efforcent d'établir des lignes aériennes régulières sur l'Atlantique Nord. Hydravions et avions terrestres sont alors en compétition technique. Dans un premier temps, ce sont les hydravions qui ont les faveurs des États. S'ils offrent une faible capacité d’emport comparée à celle des avions classiques de même masse et présentent une surface importante au vent frontal qui réduit leur vitesse, le volume de leurs réservoirs de carburant est supérieur. Cet atout réduit le nombre d'escales, donc d'installations au sol à entretenir. L'entrée en guerre des États impliqués ainsi que les progrès des années 1940 finissent toutefois par imposer l'emploi du quadrimoteur terrestre.

### Depuis la fin de la Seconde Guerre mondiale

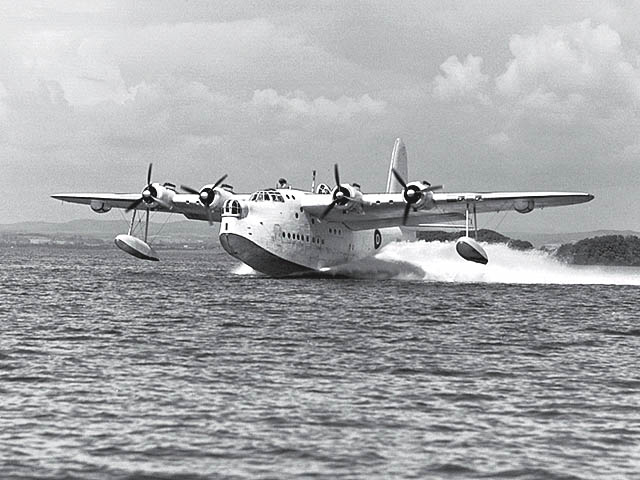
Short S.25 Sunderland britannique de 1937.

Dans l'après-Seconde Guerre mondiale, l'hydravion connut un bref succès, notamment dans les transports intercontinentaux de passagers — souvent dans des conditions de luxe extrême — avant de laisser rapidement place aux premiers avions longs-courriers à roulage terrestre, comme les Lockheed Constellation. Des appareils à hélice comme le Latécoère 631 français ou le Saunders Roe Princess britannique représentent le chant du cygne de l'hydravion dans l'immédiat après-guerre.

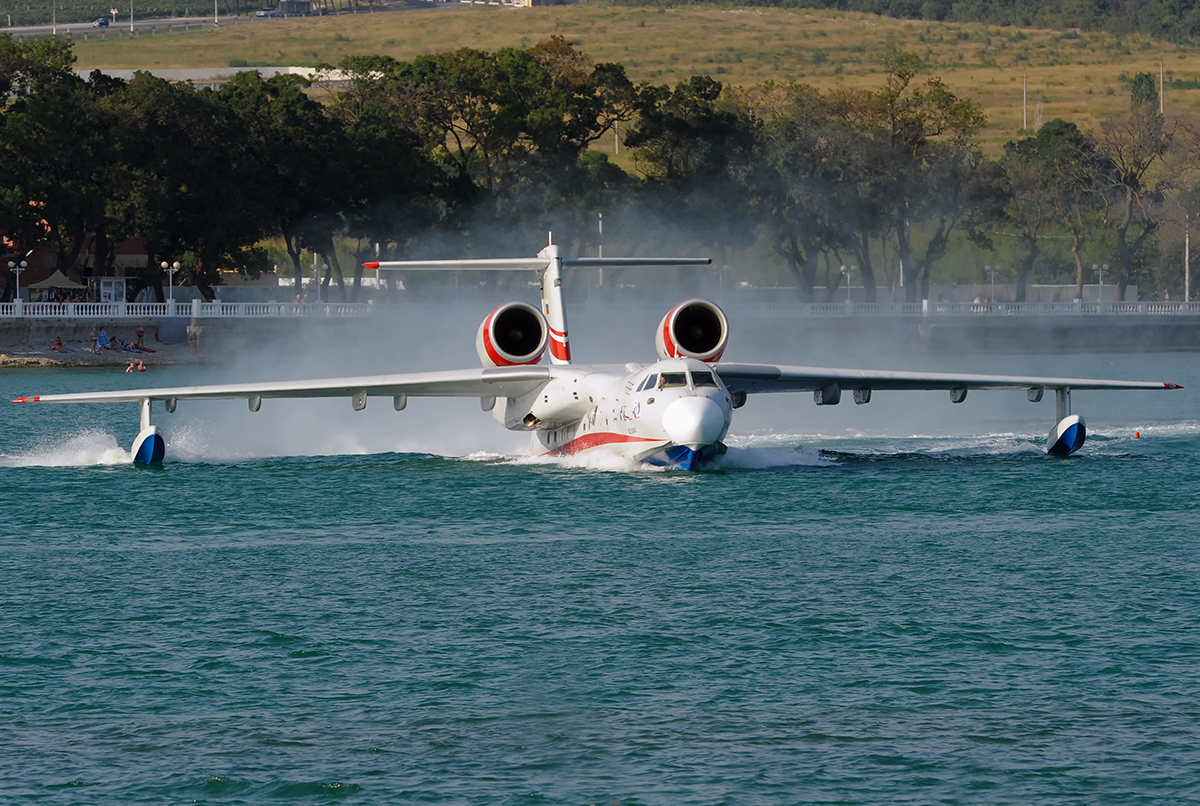
Beriev Be-200 russe de 1998

Par la suite, les tentatives d'équiper des hydravions de réacteurs n'ont, de façon révélatrice, en général guère dépassé le stade des prototypes, comme le Saunders-Roe SR.A/1 britannique ou le Martin P6M SeaMaster américain.

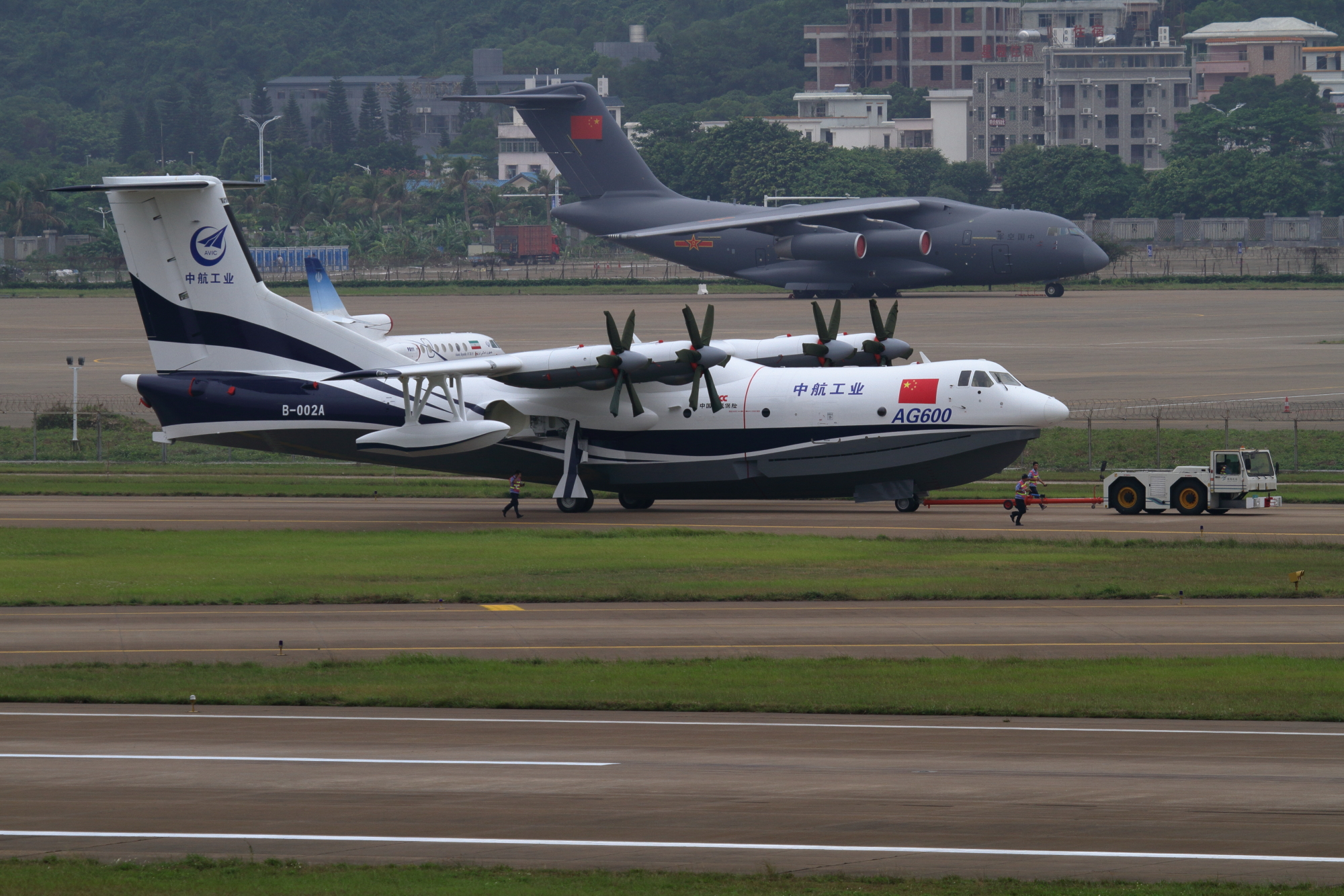
AVIC TA-600 chinois de 2017.

En Union soviétique, le bureau d'études Beriev (installé à Taganrog sur la mer d'Azov), après avoir produit dans les années 1960 et 1970 bon nombre d'élégants hydravions à coque avec une aile supérieure configurée en « aile de mouette », propulsés par des hélices (Beriev Be-12) construit encore de nos jours de puissants hydravions de transport - bombardiers d'eau à réaction comme le Beriev Be-200.
La Chine inaugure en décembre 2017 le Kunlong ou AG600, plus gros hydravion du monde.

## Intérêt

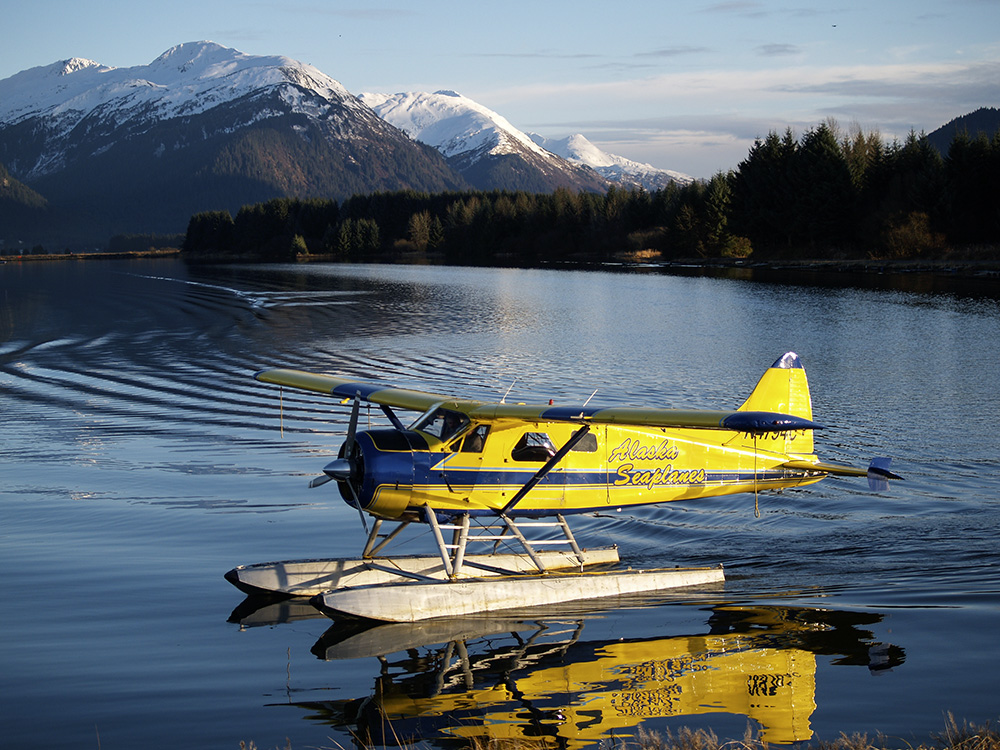
De Havilland Canada DHC-2 Beaver, de 1947

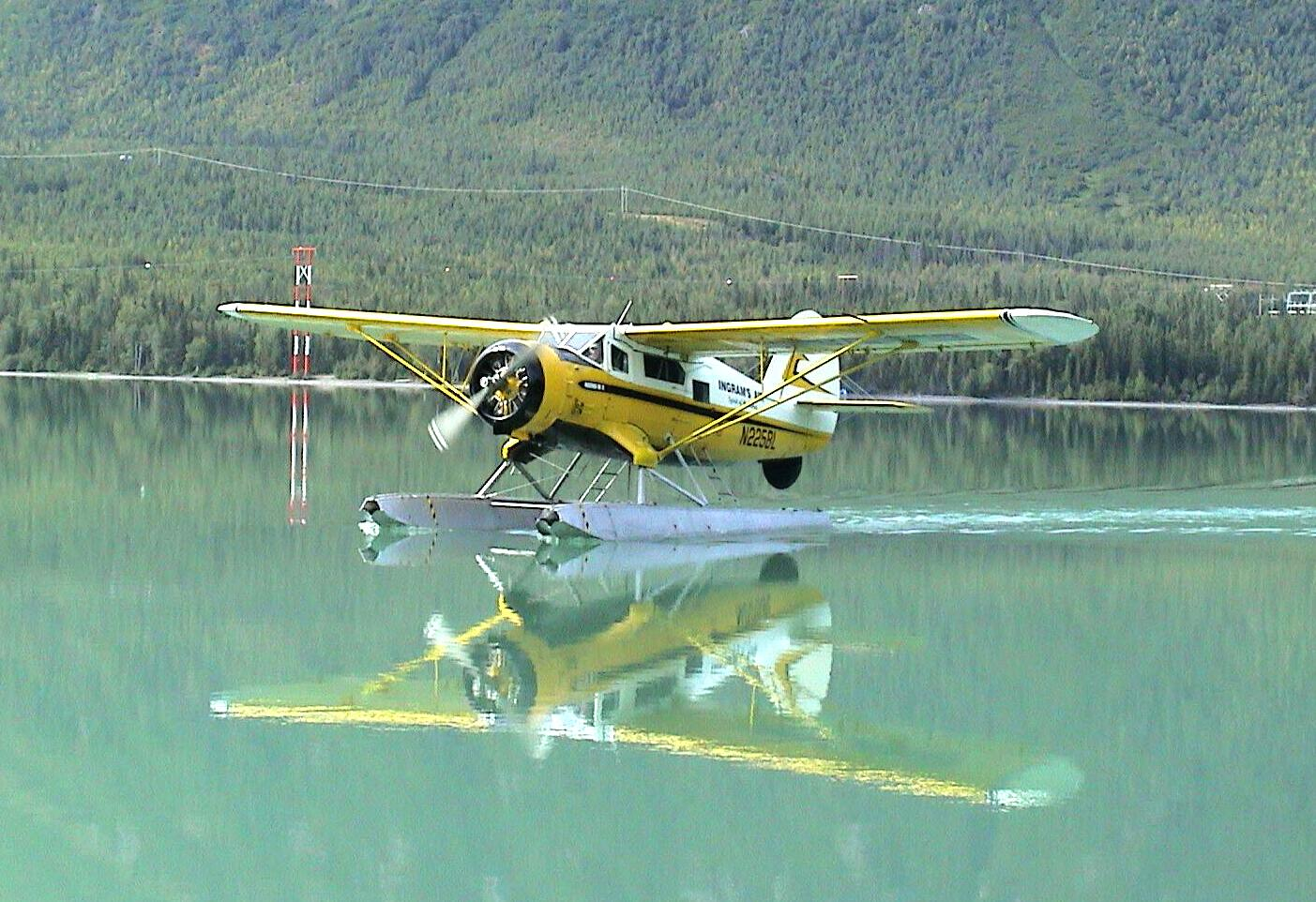
Noorduyn Norseman, de 1954

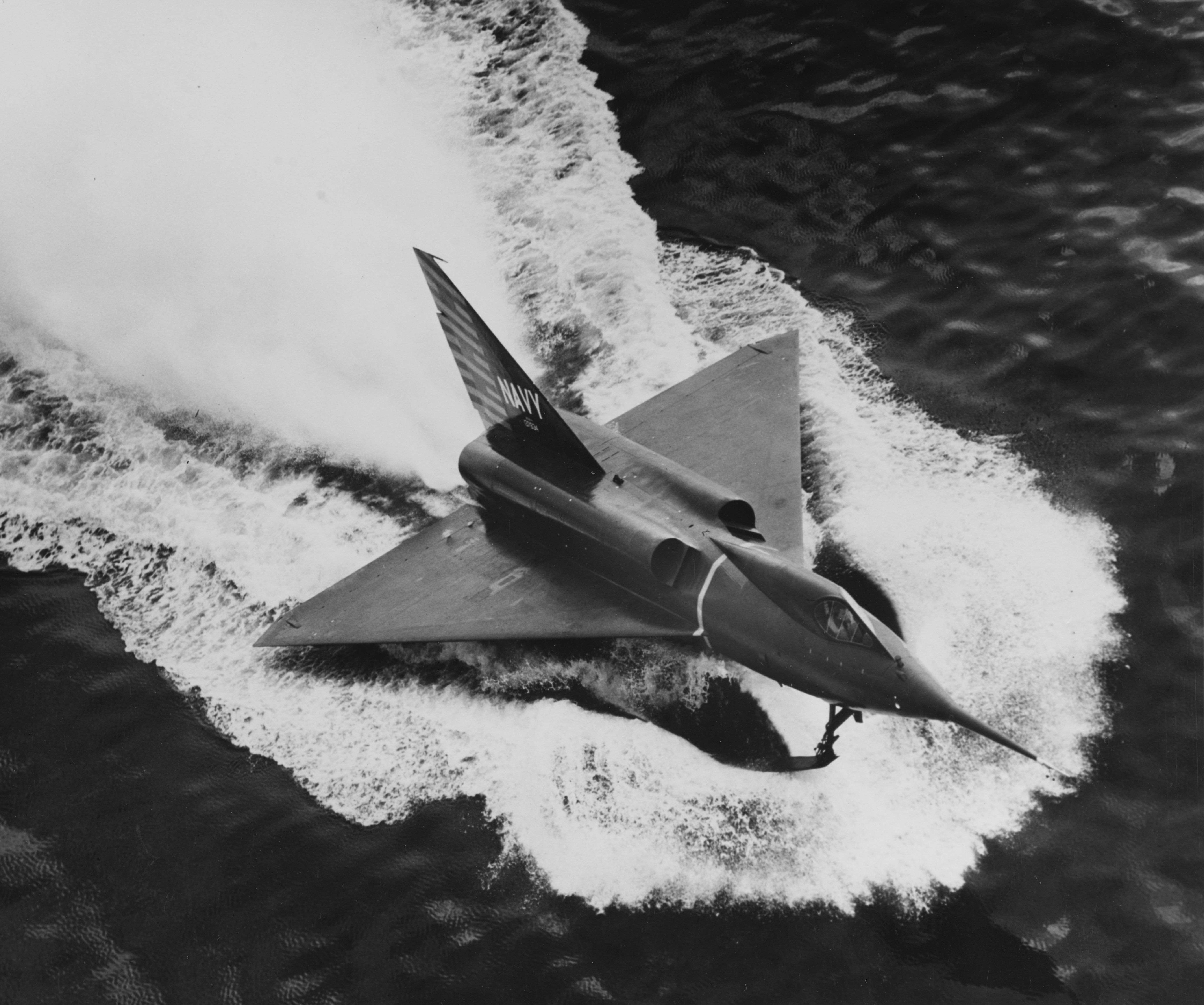
Convair XF2Y, de 1953

Le principal intérêt est théoriquement d'avoir le monde entier comme aérodrome (70 % de la surface de la Terre (non habitée) est recouverte d'eau, et la quasi-totalité de l'humanité vit à moins de 200 km de la mer). Un amerrissage d'urgence nécessite un état de la mer calme.
En fait, la variabilité de l'état de surface des plans d'eau, la corrosion saline en milieu marin, la difficulté d'embarquer les passagers, les performances aérodynamiques intrinsèquement moins bonnes des hydravions, les progrès dans la fiabilité des moteurs ainsi que la généralisation de grands aéroports ont eu raison des hydravions, ne leur gardant un rôle que dans des zones géographiques ou des activités très liées à l'eau : transport dans des régions d'accès difficile, mais dont l'hydrographie permet de trouver facilement des plans d'eau, bombardiers d'eau, reconnaissance maritime. Les hydravions de gros tonnage pour le transport de fret et/ou de passagers ont totalement disparu.

## Structure
L'hydravion à coque est muni d'une coque et parfois aussi de flotteurs d’appoint ; la partie basse de cette coque dont la partie basse s'assimile à la carène d'une vedette rapide, dont les formes planantes et le redan facilitent le déjaugeage.
Au contraire, un hydravion à flotteurs est au contact de l'eau grâce à ses flotteurs, sans que le fuselage lui-même touche la surface de l'eau.
En langue anglaise la distinction linguistique est faite entre hydravions à coque, qui sont nommés flying boats (« bateaux volants ») et les appareils à flotteurs (dénommés floatplanes). Une distinction similaire existe en allemand.
Une configuration plus inhabituelle (mais efficace) fut celle des hydravions Savoia Marchetti S.55 : Il s'agit de véritables catamarans volants avec deux coques, un empennage bipoutre et les moteurs installés en pylône au-dessus des ailes. Ils furent utilisés par Italo Balbo pour ses célèbres raids transatlantiques de propagande du régime fasciste italien.
Beaucoup d'hydravions sont aussi munis de roues rétractables (ce qui en fait des avions amphibies) et peuvent ainsi rouler depuis leur hangar vers le plan d'eau et vice-versa.

## Hydravions embarqués

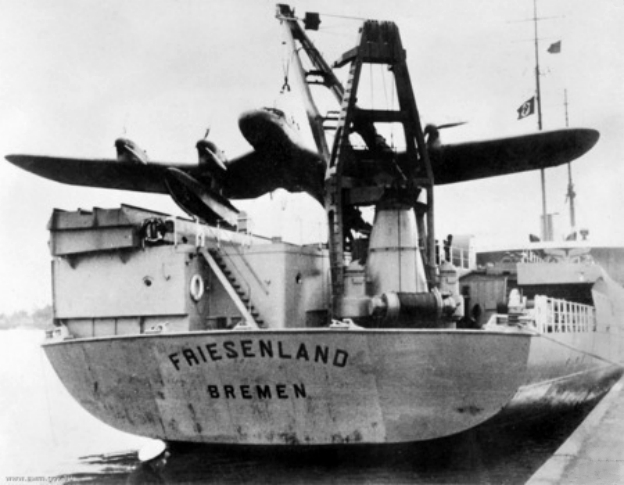
Un Blohm & Voss Ha 139 embarqué en 1937.

Dès la fin de la Première Guerre mondiale et jusqu'aux années 1950 les grands navires militaires de surface (croiseurs lourds, cuirassés, etc.) emportaient des hydravions de reconnaissance qui pouvaient être lancés par une catapulte à vapeur où mis à l'eau et récupérés par une grue (transport d'hydravions). En France la firme Hanriot se spécialisa dans ce genre d'appareils, en Allemagne, l'hydravion de reconnaissance standard fut l'Arado Ar 196, tandis que les Japonais utilisaient le Nakajima A6M2-N (version hydravion du Mitsubishi Zero) et les Américains le Vought OS2U Kingfisher et le Curtiss SC Seahawk.
Quelques tentatives furent même faites pour doter certains sous-marins de grande dimension comme le Surcouf français de petits hydravions embarqués dans un hangar étanche, mais le concept s'avéra peu pratique.
L'intérêt des hydravions embarqués diminua avec le développement des radars à longue portée et la généralisation des porte-avions.
Pour accélérer le transport du courrier sur la ligne transatlantique Europe New York, la Compagnie générale transatlantique fit installer au début des années 1930 une catapulte à hydravions à bord du transatlantique Ile-de France tandis que les Allemands faisaient de même à bord du paquebot Bremen. Catapultés à quelques centaines de milles du port d'arrivée ces hydravions permettaient de gagner une journée sur l'acheminement des sacs postaux, et leur catapultage fournissait une distraction bien venue aux passagers.

### Drone hydravion

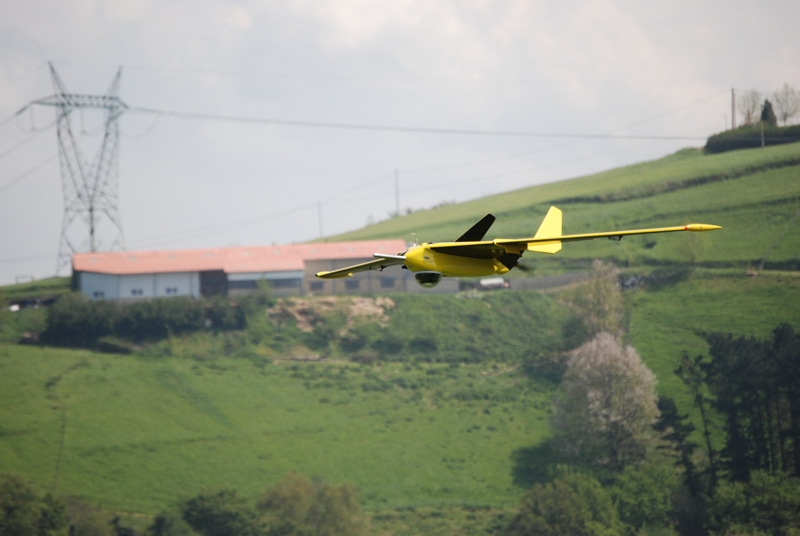
Drone hydravion UAV Fulmar

Le drone hydravion constitue l'évolution de l'hydravion embarqué, il est surtout en service au sein d'unités de gardes-côtes.

## Quelques hydravions renommés
- A-90 Orlyonok
- Airliner Number 4
- Albatros (Jules Verne)
- AVIC TA-600
- Bellanca CH-300 Pacemaker
- Beriev 103
- Beriev A-40 Albatross
- Beriev MBR-2
- Beriev Be-200
- Blohm & Voss BV 222
- Blohm & Voss BV 238
- Breguet 521 Bizerte
- Breguet 730
- Canadair CL-215
- Canadair CL-415
- Canard (premier hydro-aéroplane de 1910 d'Henri Fabre)
- Canard Voisin
- Caproni Ca.60
- Caproni Ca.100
- Cessna
- Consolidated PBY Catalina
- Convair XF2Y
- Curtiss SC-1 Seahawk
- De Havilland Canada DHC-2 Beaver
- De Havilland Canada DHC-3 Otter
- De Havilland Canada DHC-6 Twin Otter
- Dornier Do J - Argos
- Dornier Do X
- Fairey III - Lusitania
- Grumman J2F Duck
- Heinkel He 59
- Heinkel He 60
- Hughes H-4 Hercules
- Kunlong (Chine)
- Latécoère 300 - Croix du Sud
- Latécoère 301 - Ville de Buenos Aires
- Latécoère 521 - Lieutenant de Vaisseau Paris
- Latécoère 522 - Ville de St-Pierre
- Latécoère 611
- Latécoère 631 - Lionel de Marmier
- Lioré et Olivier LeO H-47
- Macchi MC72
- Martin P6M SeaMaster
- Nakajima A6M2-N Rufe
- NAF N3N Canary
- Noorduyn Norseman
- Percheron 18
- Potez-CAMS 141
- Saunders Roe Princess
- Savoia Marchetti S55
- SCAN 20
- SCAN 30
- ShinMaywa US-2
- Short S.8 Calcutta
- Short S.25 Sunderland
- Short Type 184
- Supermarine S5 et S6
- Supermarine Southampton

Ainsi que tous les avions à effet de sol de type Lippisch ou Ekranoplan

## Cinéma, télévision, littérature
- 1979 : Le Vol du pélican (en), série télévisée australienne tournée en Asie, des aventures de Nick Bailey, adolescent australien vivant en Malaisie avec son père, pilote d'hydravion Grumman G-73 Mallard appelé Le Pélican.
- 1982 : Jake Cutter, série télévisée américaine, des aventures du pilote d'hydravion Grumman G-21 Goose, surnommé Cutter’s goose, à Boragora, port de l'archipel imaginaire des Marivellas françaises, dans le Pacifique Sud en 1938.
- 1991 : Vito la Déveine, bande dessinée de Spirou et Fantasio, avec un Junkers Ju 52 hydravion.
- 1992 : Porco Rosso, film d'animation japonais, de nombreuses scènes sont centrées sur les hydravions.
- 2004 : Aviator, de Martin Scorsese, avec Leonardo DiCaprio, biographie d'Howard Hughes et de son Hughes H-4 Hercules.
- 2011 : Les Aventures de Tintin : Le Secret de La Licorne, de Steven Spielberg, inspiré des 3 bandes dessinées Le Secret de La Licorne, Le Crabe aux pinces d'or, et Le Trésor de Rackham le Rouge, d'Hergé, avec un hydravion Bellanca CH-300 Pacemaker.

## Quelques modèles

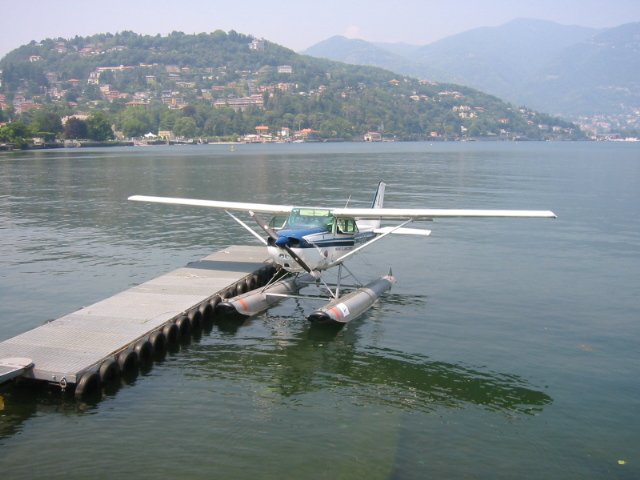
Cessna 172 hydravion, de l'hydroaérodrome de Côme, du lac de Côme

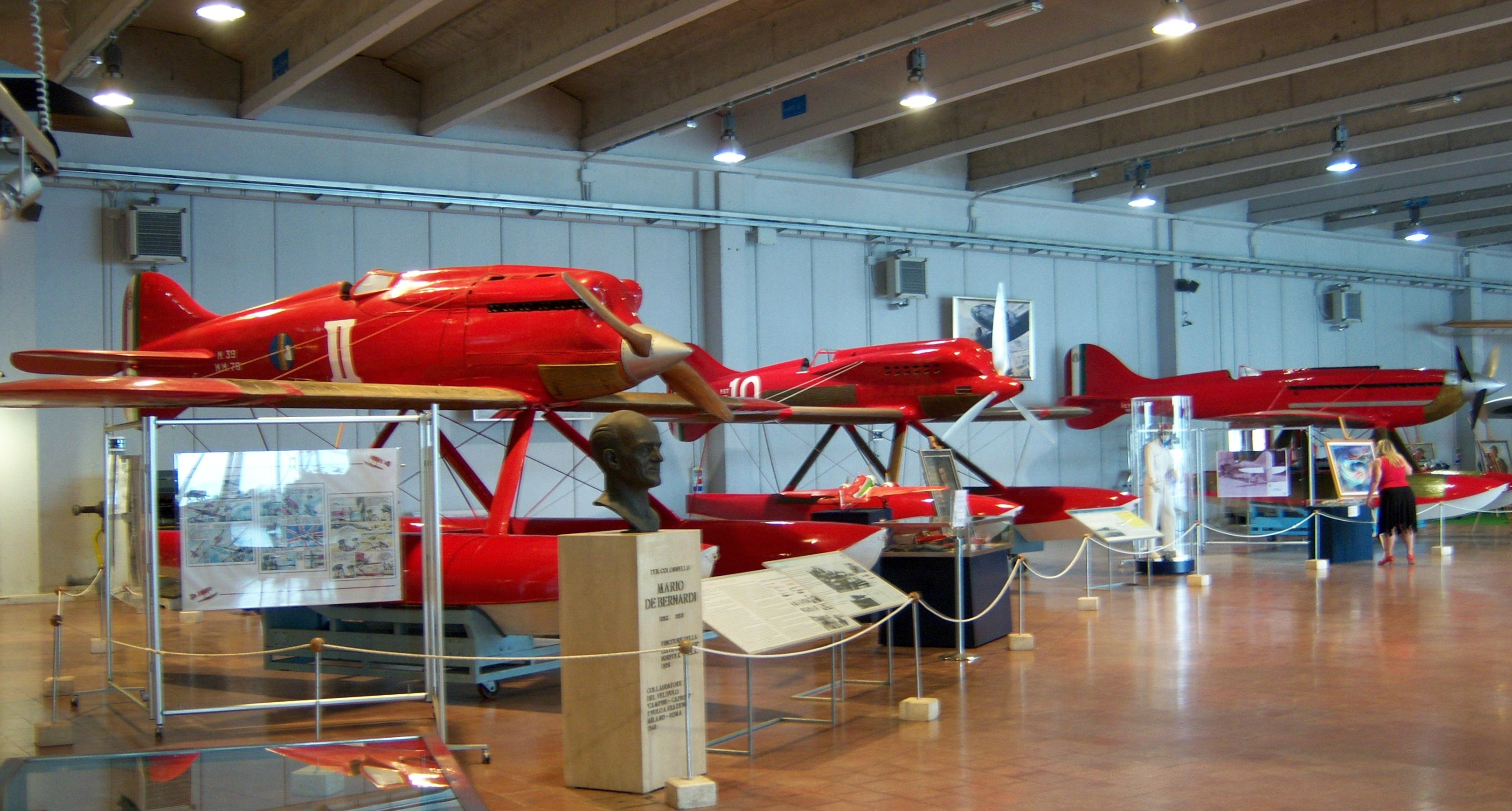
Macchi M.39, Macchi M.67 et Macchi M.C.72, de Coupe Schneider, du musée historique de l'aviation de Vigna di Valle, en Italie.

- Navion
- Aéronef amphibie
- Hydravion à coque
- Avion à effet de sol
- Hydravion à flotteurs
- Avion bombardier d'eau
- Hélicoptère amphibie (en)

## Quelques compétitions
- Coupe Schneider (liste des avions de la Coupe Schneider)

## Quelques musées
- Fantasy of Flight, en Floride
- Musée historique de l'hydraviation, de Biscarrosse dans les Landes